# Bertholdia rubromaculata
Bertholdia rubromaculata là một loài bướm đêm thuộc phân họ Arctiinae, họ Erebidae.